# Elşən Qəmbərov
Elşən Qəmbərov (russisch Эльшан Гамбаров/Elschan Gambarow, usbekisch Elshan Gambarov, * 30. Oktober 1972 in der Aserbaidschanischen SSR, Sowjetunion) ist ein aserbaidschanischer ehemaliger Fußballspieler auf der Position des Mittelfeldspielers.

## Karriere

### Im Verein
Qəmbərov begann seine Karriere als Profifußballspieler im Jahre 1990 in der damaligen Sowjetunion beim FK Dinamo Baku. Dem Verein blieb er bis 1993 treu, ehe er zum russischen Fußballklub Anschi Machatschkala transferierte. Nur ein Jahr später, wechselte Qəmbərov 1994 für ein Jahr zum ebenfalls in Machatschkala angesiedelten Dynamo Machatschkala. Für den Stadtrivalen absolvierte er gerade einmal 15 Spiele, ehe er abermals den Verein wechselte, um ein Angebot von PFK Turan Tovuz anzunehmen. Nach zwei Jahren beim PFK Turan Tovuz in der höchsten Spielklasse Aserbaidschans, der Premyer Liqası, machte Qəmbərov erneut einen Wechsel.
Diesmal wechselte er für ein Jahr von 1996 bis 1997 zu Baki Fehlesi, die er nur ein Jahr später verließ, um zum FK Baku zu gehen. Qəmbərov absolvierte nur zehn Spiele für den FK Baku, dann ging die Reise schon wieder weiter. Diesmal war sein Halt Usbekistan. Von 1998 bis 1999 stand er im Kader von Navbahor Namangan und verließ den Verein gleich wieder, um für ein Jahr nach Aserbaidschan zurückzukehren und ein Angebot von Neftçi Baku anzunehmen. Nach nur einem Jahr in seinem Heimatland ging es abermals zurück nach Usbekistan, wo ihm vom FK Dinamo Samarkand ein Vertrag angeboten wurde. Der in der Aserbaidschanischen SSR geborene Qəmbərov willigte ein und lief von 1999 bis 2002 für den usbekischen Klub auf. Im Jahr kam es zu einigen Vereinswechsel für Qəmbərov. Zuerst wechselte er erneut zu Navbahor Namangan um kurz darauf nach Kasachstan zu Qysylschar Petropawl zu transferieren.
Den Kasachen hielt er auch nur ein Jahr die Treue, bevor der wiederholte Wechsel nach Usbekistan kam, als er 2003 vom FK Mashʼal Muborak unter Vertrag genommen wurde. Auch hier blieb Qəmbərov nur ein Jahr, ehe er in sein Heimatland zurückkehrte, wo er von 2003 bis 2005 abermals von Neftçi Baku aufgenommen wurde. In den zwei Jahren kam er zu keinem einzigen Einsatz, was ihm den Anlass gab ein weiteres Mal den Verein zu wechseln. Zuerst ging es für ein Jahr zum FK Gəncə und abermals ein Jahr später zum FK Olimpik Baku, bei dem er in zwei Jahren in acht Spielen zum Einsatz kam. Von 2007 bis 2008 lief Qəmbərov in neun Spielen für den PFK Simurq Zaqatala auf. Im Jahre 2008 folgte ein erneuter Wechsel zum usbekischen FK Dinamo Samarkand, für den er bis zu seinem Abgang zu keinem Ligaeinsatz kam.
Bereits im Juli unterzeichnete er einen Vertrag beim Bakılı Baku PFK aus seiner aserbaidschanischen Heimat. Er absolvierte acht Meisterschaftsspiele für den Verein; danach beendete er seine Karriere.

### In der Nationalmannschaft
Insgesamt absolvierte Qəmbərov zwölf Länderspiele für die Aserbaidschanische Fußballnationalmannschaft.